# Дикимдя (Олёкминский район)
Дикимдя́ (якут. Дьикимдэ) — село в Олёкминском районе Республики Саха (Якутия) России. Входит в Киндигирского национального наслега.

## География
Находится на правом берегу реки Олёкма, у впадения в неё реки Куччугуй-Дикимде, в 52 км по прямой и 105 км по Олёкме к юго-востоку от центра сельского поселения, села Куду-Кюёль, и в 250 км к юго-востоку от Олёкминска (167 км по прямой).
Климат
Климат характеризуется как резко континентальный. Средняя температура воздуха самого тёплого месяца (июля) составляет 18 °C; самого холодного (января) — −30 − −35 °C. Среднегодовое количество атмосферных осадков составляет 200—300 мм.

## Население
| 2002 | 2010 | 2021 |
| ---- | ---- | ---- |
| 4    | ↗5   | ↘0   |

Национальный состав
Согласно результатам переписи 2002 года, в национальной структуре населения русские составляли 75 % от общей численности населения в 4 чел.